# Але (Де Севр)
Але (фр. Alleuds) насеље је и општина у западној Француској у региону Поату-Шарант, у департману Де Севр која припада префектури Ниор.
По подацима из 2011. године у општини је живело 288 становника, а густина насељености је износила 31,48 становника/km². Општина се простире на површини од 9,15 km². Налази се на средњој надморској висини од 170 метара (максималној 171 m, а минималној 144 m).

## Демографија
| 1962. | 1968. | 1975. | 1982. | 1990. | 1999. | 2011. |
| ----- | ----- | ----- | ----- | ----- | ----- | ----- |
| 390   | 400   | 366   | 339   | 307   | 285   | 288   |

График промене броја становника у току последњих година